# Macdonald Carey
Macdonald Carey (Sioux City, 15 maart 1913 – Beverly Hills, 21 maart 1994) was een Amerikaanse acteur die vooral bekend was van zijn rol als familiehoofd in de soap Days of Our Lives, die hij bijna dertig jaar vertolkte.
Hij begon zijn carrière door in de jaren 40, 50 en 60 voornamelijk in B-films mee te spelen en werd zelfs bekend als de B-filmkoning, een titel die hij deelde met actrice Lucille Ball.
Van 1965 tot aan zijn dood aan longkanker in 1994 speelde hij de rol van Tom Horton in Days.
Ondanks zijn overlijden, heeft hij nog elke dag een rolletje in de soap. Hij zegt elke dag als de melodie van de Days begint: Like sands through the hourglass, so are the days of our lives. Van 1966 tot 1976 zei hij ook nog: This is Macdonald Carey and these are the days of our lives. Na zijn overlijden werd besloten het tweede stuk niet meer te zeggen uit respect voor hem en zijn familie. Met Kerstmis 2000 had hij nog een gastoptreden: met moderne technologie werd ongebruikt beeldmateriaal ingezet om hem nog één keer op het scherm te tonen.
Hij werd in Culver City in Californië begraven naast zijn dochter Lisa, die op vroege leeftijd overleed.

## Prijzen
| Jaar | Prijs                | Categorie                                   | Titel             | Resultaat   |
| ---- | -------------------- | ------------------------------------------- | ----------------- | ----------- |
| 1968 | Primetime Emmy Award | Beste vertolking in een dramaserie          | Days of Our Lives | Genomineerd |
| 1973 | Daytime Emmy Award   | Beste vertolking in een dramaserie          | Days of Our Lives | Genomineerd |
| 1974 | Daytime Emmy Award   | Beste mannelijke hoofdrol in een dramaserie | Days of Our Lives | Gewonnen    |
| 1975 | Daytime Emmy Award   | Beste mannelijke hoofdrol in een dramaserie | Days of Our Lives | Gewonnen    |
| 1976 | Daytime Emmy Award   | Beste mannelijke hoofdrol in een dramaserie | Days of Our Lives | Genomineerd |